# LG-Ericsson
Vừa qua, Ericsson-hãng viễn thông hàng đầu, đã mua cổ phần của Nortel trong LG-Nortel và chính thức đổi tên thành LG-Ericsson vào ngày 01/07/2010. LG-Ericsson là công ty liên doanh giữa tập đoàn Ericsson ở Thụy Điển và LG Electronics ở Hàn Quốc. Liên doanh được thành lập năm 2005, chuyên thiết kế và sản xuất các thiết bị viễn thông, đồng thời cung cấp các giải pháp truyền thông tiên tiến cho các doanh nghiệp, các nhà khai thác mạng trên toàn thế giới nói chung và Hàn Quốc nói riêng. Công ty hiện có khoảng 1,500 nhân viên, doanh số đạt được năm 2009 gần 650 triệu USD.
Tháng 9/2012, LG-Ericsson chính thức đổi tên thành Ericsson-LG đánh dấu một trang mới cho sự phát triển của hãng.

## Sản phẩm chính
Dòng sản phẩm PBAX iPECS là một trong những sản phẩm chính của hãng Ericsson-LG, trong đó gồm có iPECS -MG, iPECS-LIK, iPECS-CM.
Công ty đã phát triển một loạt các điện thoại IP (MGCP, SIP, H.323), wireless và outposts như videophone (SIP) thích hợp với nhiều loại giải pháp khác nhau và ToIP IP Centrex cho thị trường doanh nghiệp.
Ngày 14/05/2007, công ty đã giới thiệu 3 sản phẩm mới cho truyền thông hợp nhất (Unified Communication),tương thích với Microsoft Office Communications Server 2007 và Microsoft Office Communicator 2007. Ví dụ: thiết bị đầu cuối IP Phone dòng 8540 của LG-Nortel dùng hệ điều hành Windows CE và Microsoft Office Communicator 2007. Bất cứ lúc nào, người sử dụng cũng có thể tra cứu lịch làm việc, email trên Outlook, ngoài ra còn biết được sự hiện diện của các cộng sự bằng điện thoại.
Tháng 8/2008, công ty đã chi 16 triệu USD tiền mặt để mua lại Novera Optics - công ty chuyên về phát triển các giải pháp cáp quang, cho việc mở rộng dịch vụ Ethernet tốc độ cao.
Bên cạnh đó, công ty cũng phát triển các dòng tổng đài tích hợp IP (IP PBX Hybrid), đáp ứng nhu cầu cho các doanh nghiệp vừa và nhỏ.

## Liên kết
- Công ty Ericsson-LG[liên kết hỏng]